# Ryōko Kui
Ryōko Kui (japanisch 九井 諒子 Kui Ryōko) ist eine japanische Mangaka. Ihr erfolgreichstes und international bekanntestes Werk ist Delicious in Dungeon.

## Werdegang und Werk
Das erste kommerziell veröffentlichte Buch von Kui war die Kurzgeschichtensammlung Ryū no Gakkō wa Yama no Ue im Jahr 2011. Noch im gleich Jahr startete ihre Serie Ryū no Kawaii Nanatsu no Ko, die kurze Episoden aus einer Fantasy-Welt mit Drachen, Meerjungfrauen und Geistern erzählt. 2013 erschien mit Hikidashi ni Terrarium dann erneut eine Sammlung von in den Jahren zuvor entstandenen Fantasy-Kurzgeschichten. Sie wurde noch im gleichen Jahr beim Japan Media Arts Festival mit einem Exzellenz-Preis ausgezeichnet. Im darauffolgenden Jahr startete mit Delicious in Dungeon erstmals eine lang laufende Serie von Kui. Sie erzählt von einer Gruppe Abenteurer, die sich bei ihrer Reise durch einen Dungeon mit den besiegten Monstern die eigene Verpflegung zubereiten. Bis zum Abschluss im Jahr 2023 erreichte die Geschichte 14 Bände und wurde in mehrere Sprachen übersetzt, darunter ab 2019 bei Egmont Manga verlegt ins Deutsche. 2024 kam eine Umsetzung als Anime-Fernsehserie heraus. Im gleichen Jahr erhielt sie für den Manga in Japan den Seiun-Preis und die englische Ausgabe den Harvey Award.

## Bibliografie (Auswahl)
- Ryū no Gakkō wa Yama no Ue (竜の学校は山の上, 2011, 1 Band, Kurzgeschichtensammlung)
- Ryū no Kawaii Nanatsu no Ko (竜のかわいい七つの子, 2011–2012, 1 Band)
- Hikidashi ni Terrarium (ひきだしにテラリウム, 2011–2013, 1 Band)
- Delicious in Dungeon (ダンジョン飯 Dungeon Meshi, 2014–2023, 14 Bände)
- Dungeon Meshi World Guide: Bōkensha Bible (ダンジョン飯ワールドガイド冒険者バイブル, 2021, 1 Band)